# جهود إصلاح المجمع الانتخابي في الولايات المتحدة
تم إنشاء المجمع الانتخابي في الولايات المتحدة بموجب دستور الولايات المتحدة، الذي تم اعتماده في عام 1789، كجزء من عملية الانتخاب غير المباشر لرئيس ونائب رئيس الولايات المتحدة. وقد تعرضت هذه المؤسسة للانتقادات منذ إنشائها، وبُذل العديد من الجهود لإصلاح طريقة عملها أو إلغائها. أي تغيير في هذا النظام يتطلب تعديلًا دستوريًا. في عام 1971، كادت إحدى هذه المحاولات تنجح في اقتراحها على الولايات. وهو اقتراح لاتفاقية بين الولايات، كان من شأنه أن يتجاوز متطلبات التعديل الدستوري، وقد أُنجز بنسبة 76% حتى أغسطس 2023.

## معلومات أساسية
أُنشئ المجمع الانتخابي بموجب المادة الثانية، القسم الأول من دستور الولايات المتحدة في عام 1789، كهيئة مكونة من أشخاص مستقلين عن الحكومة للتصويت على من يجب أن يصبح رئيسًا في الانتخابات الرئاسية التي تُجرى كل أربع سنوات في البلاد. يدلي أعضاء المجمع الانتخابي بأصوات ملزمة قانونيًا تستند، منذ عام 1876، إلى نتائج استطلاعات الرأي في كل من الولايات الخمسين وواشنطن العاصمة.
منذ عام 1800، قُدم أكثر من 700 اقتراح في الكونغرس لإصلاح النظام أو إلغائه. يجادل مؤيدو هذه الاقتراحات بأن نظام المجمع الانتخابي لا يوفر انتخابات ديمقراطية مباشرة، ويمنح الولايات الأقل سكانًا ميزة، ويسمح بفوز مرشح بالرئاسة دون الفوز بأغلبية الأصوات. ومع ذلك، لم يحصل أي من هذه الاقتراحات على موافقة ثلثي أعضاء الكونغرس وثلاثة أرباع الولايات اللازمة لتعديل الدستور.

## الانتقادات

### التصويت الشعبي والانتخابي
إن تحديد الرئيس من خلال التصويت الانتخابي (بدلًا من التصويت الشعبي المباشر) يعني أن المرشح الذي يخسر التصويت الشعبي ما يزال بإمكانه الفوز بالرئاسة. وقد تعرض هذا النظام لانتقادات شديدة في السنوات الأخيرة، لا سيما بعد انتخابات عام 2016، حيث حصلت هيلاري كلينتون على 2.87 مليون صوت شعبي أكثر من دونالد ترامب (بهامش 2%)، بينما حصل ترامب على 304 صوت انتخابي مقابل 227 لكلينتون، بفارق 34%.

### الناخبون غير الملتزمين
من المتوقع أن يدلي الناخبون بأصواتهم في ولايتهم لصالح المرشح الذي تعهدوا بالتصويت له. وعندما يصوت الناخب لصالح مرشح مختلف عن الذي تعهد له في الأصل، يُطلق عليه «ناخب غير ملتزم» (faithless elector). لا يوجد قانون فيدرالي يلزم الناخبين بالتصويت وفقًا للتصويت الشعبي للولاية، ولكن بعض الولايات وضعت عقوبات على الناخبين الذين لا يلتزمون بذلك. أيدت المحكمة العليا الأمريكية شرعية هذه العقوبات في عام 2020 في قضية تشيافالو ضد واشنطن.
في الانتخابات الرئاسية لعام 2016، انشق ناخبان عن التصويت لدونالد ترامب وخمسة ناخبين عن التصويت لهيلاري كلينتون.

### توزيع الأصوات الانتخابية
يوزع المجمع الانتخابي الأصوات الانتخابية من خلال منح كل ولاية صوتين انتخابيين، ثم تقسيم الأصوات المتبقية بين الولايات بناءً على عدد سكانها. تخصيص هذين الصوتين تلقائيًا أدى إلى تمثيل غير متناسب لصالح الولايات الصغيرة. فعلى سبيل المثال، يوجد في ولاية كاليفورنيا حوالي 718,404 نسمة لكل صوت انتخابي، بينما في ولاية وايومنغ هناك 192,920 نسمة لكل صوت.

### نظام الفائز الأول
يعتمد المجمع الانتخابي على نظام الفائز الأول (first-past-the-post system)، حيث يفوز المرشح الذي يحصل على أكبر عدد من الأصوات الانتخابية. إذا كان لدى المرشحين مستويات دعم عالية في الولايات ذات الكثافة السكانية الصغيرة ومستويات دعم منخفضة في الولايات الأكثر كثافة، كما حدث في انتخابات 2016، فقد يؤدي ذلك إلى نتيجة يفوز فيها المرشح بالأغلبية الشعبية الوطنية لكنه يخسر الأصوات الانتخابية ولا يُنتخب رئيسًا.
عادةً ما يُمنح الفائز في التصويت الشعبي في كل ولاية جميع الأصوات الانتخابية لتلك الولاية، ولكن لا يوجد قانون يلزم الولايات باستخدام نظام الفائز الأول. اعتبارًا من عام 2020، تعتمد 48 ولاية هذا النظام. ومع ذلك، في ولايتي نبراسكا ومين، يتم تقسيم الأصوات الانتخابية وفقًا للدوائر الانتخابية في الكونغرس. في هاتين الولايتين، قد لا يفوز المرشح بالولاية ككل، لكنه قد يحصل على أصوات في المجمع الانتخابي إذا فاز في دوائر انتخابية فردية. اعتمدت مين هذا النظام في عام 1972، واتبعتها نبراسكا في عام 1996. رغم ذلك، كانت هناك حالات محدودة (جميعها منذ عام 2008) حيث لم يفز الفائز بالولاية بجميع الدوائر داخلها. في عام 2008 في نبراسكا، فاز المرشح الجمهوري جون ماكين بالدوائر الأولى والثالثة في نبراسكا، بينما فاز المرشح الديمقراطي باراك أوباما، الذي استمر بالفوز حتى فاز بالانتخابات الوطنية، بالدائرة الثانية. في انتخابات 2016، فازت هيلاري كلينتون بالدائرة الكونغرسية الأولى في مين، بينما فاز بالدائرة الثانية دونالد ترامب، المرشح الجمهوري الذي استمر ليفوز بالانتخابات الوطنية. في انتخابات 2020، فاز بالدائرة الأولى في مين المرشح الديمقراطي جو بايدن، الذي استمر حتى فاز بالانتخابات الوطنية، بينما فاز بالدائرة الثانية في مين المرشح الجمهوري دونالد ترامب. كذلك في انتخابات عام 2020، فاز جو بايدن بالدائرة الثانية لنبراسكا، بينما فاز دونالد ترامب بالدوائر الأولى والثالثة لنبراسكا.

## جهود الإصلاح

### تعديلات خطة الدائرة الانتخابية
كانت هناك عدة محاولات في أوائل العقد الأول من القرن التاسع عشر لإلزام الولايات بتقسيم أصواتها الانتخابية إلى دوائر انتخابية فردية بدلًا من التصويت الجماعي. بموجب هذه الخطة، ستصوت كل دائرة في الولاية لانتخاب واحد فقط، مما يسمح للولايات بتقسيم أصواتها بين مختلف المرشحين. كان المصلحون يأملون أن يقلل هذا من عدد الولايات الآمنة من خلال السماح للأحزاب الأقلية بالفوز بالدوائر داخل الولاية، وتقليل دور الولايات المتأرجحة، وتقليل احتمالية أن يخسر المرشح الفائز بالتصويت الشعبي.
افترض العديد من أعضاء المؤتمر الدستوري أن الولايات ستختار ناخبيها حسب الدوائر الانتخابية بدلًا من التصويت الجماعي. كتب أحد المدافعين عن هذه التعديلات، جيمس ماديسون، في عام 1823 أن «خطة الدوائر الانتخابية كانت في الغالب، إن لم يكن بشكل حصري، في الاعتبار عندما تم صياغة الدستور واعتماده». وبين عامي 1813 و1824، وافق مجلس الشيوخ على تعديلات لخطة الدوائر الانتخابية أربع مرات مختلفة، كما وافق مجلس النواب على تعديل منفصل في عام 1820. ومع ذلك، لم يتمكن أي من هذه التعديلات من الحصول على موافقة كلا المجلسين.

### تعديل لودج-غوسيت
قُدم تعديل لودج-غوسيت في عام 1950 وسمي على اسم رعاته، السيناتور هنري لودج (الجمهوري من ماساتشوستس) والنائب إيد غوسيت (الديمقراطي من تكساس). كان هذا التعديل خطة لتوزيع الأصوات الانتخابية بشكل يتناسب مع التصويت الشعبي. كان التعديل سيحافظ على أصوات الولايات الانتخابية لكنه سيلغي الناخبين. بدلًا من ذلك، سيتم تخصيص الأصوات الانتخابية في كل ولاية بما يتناسب مع نصيب كل مرشح من التصويت الشعبي في تلك الولاية. كما كان التعديل يتضمن عتبة انتخابية على المستوى الوطني بنسبة 40٪ من الأصوات الانتخابية، مع عقد جلسة مشتركة للكونغرس تعمل بمثابة فاصل للتعادل بين المرشحين الأول والثاني في حالة عدم تجاوز أي منهما العتبة. تمت الموافقة على التعديل في مجلس الشيوخ بأغلبية ساحقة بلغت 64-27، لكنه فشل في الحصول على الموافقة في مجلس النواب.